# (137295) 1999 RB216
(137295) 1999 RB216, também escrito como (137295) 1999 RB216, é um objeto transnetuniano que está localizado no cinturão de Kuiper, uma região do Sistema Solar. Este corpo celeste é classificado como um twotino, pois, o mesmo está em uma ressonância orbital de 1:2 com o planeta Netuno. Ele possui uma magnitude absoluta de 7,4 e tem um diâmetro estimado com cerca de 146 km.

## Descoberta
(137295) 1999 RB216 foi descoberto no dia 8 de setembro de 1999 pelos astrônomos Chadwick Trujillo, David Jewitt e Jane Luu.

## Órbita
A órbita de (137295) 1999 RB216 tem uma excentricidade de 0,289, possui um semieixo maior de 47,283 UA e um período orbital de cerca de 332 anos. O seu periélio leva o mesmo a uma distância de 33,640 UA em relação ao Sol e seu afélio a 60,926 UA.